# Cerkiew Przemienienia Pańskiego w Trościanicy
Cerkiew Przemienienia Pańskiego – prawosławna cerkiew parafialna w Trościanicy na Białorusi, w dekanacie kamienieckim eparchii brzeskiej i kobryńskiej Egzarchatu Białoruskiego Patriarchatu Moskiewskiego. Cerkiew znajduje się przy ulicy Leśnej.

## Historia
Świątynię zbudowano w 1873 r. według projektu architekta M. Bartoszewskiego.

## Architektura
Świątynia wzniesiona została w stylu bizantyjsko-rosyjskim, z drewna pomalowanego na niebiesko, orientowana, na planie prostokąta. Dzwonnica-wieża składa się z dwóch części (dolna – 4-boczna, jest jednocześnie przedsionkiem, górna – 8-boczna, odachowana, zwieńczona cebulastą kopułką). Nad wejściem widnieje ikona patronalna. Nad częścią nawową znajduje się dwuspadowy dach; na jego środku osadzona jest cebulasta kopuła. Prezbiterium w formie apsydy z pięciospadowym dachem, dwiema dobudówkami (w jednej z nich mieści się tylne wejście); nad apsydą znajduje się mała kopuła. Dach świątyni wykonany z szarej blachy.

## Wnętrze
We wnętrzu mieści się jeden drewniany ikonostas.